# تفاح آسيوي
تفاح آسيوي (الاسم العلمي: Malus asiatica) هو نوع من النباتات يتبع جنس التفاح من الفصيلة الوردية.